# Can’t Be Tamed (singel)
Can’t Be Tamed – pierwszy singel amerykańskiej piosenkarki pop Miley Cyrus, pochodzący z jej trzeciego albumu studyjnego o tym samym tytule (2010). Piosenkę napisała Cyrus we współpracy z Antoniną Armato, Timem Jamesem, Paulem Neumannem i Markiem Pompetzkim, a wyprodukowali ją Armato i James. Kompozycja została wydana 18 maja 2010 roku przez Hollywood Records. Remiks utworu został dołączony do standardowej wersji płyty jako bonus track w wydaniu iTunes. „Can’t Be Tamed” opowiada o próbie wyrwania się i o chęci doświadczenia wolności.
Singel otrzymał pozytywne recenzje od krytyków, co dał efekt na listach przebojów: ósma pozycja na Billboard Hot 100 i piąta na New Zealand Singles Chart. Teledysk, w którym Cyrus tańczy wraz z grupą taneczną w muzeum, wyreżyserował Robert Hales. W pierwszym ujęciu widzimy Miley uwięzioną w wielkiej klatce, obserwowaną przez widzów, w następnych ujęciach wokalistka ucieka z niej, a następnie rujnuje muzeum. Występ artystki podczas brytyjskiej wersji programu telewizyjnego Mam talent! nie przypadł do gustu widzom.

## Teledysk
Klip wyreżyserował Robert Hales, a choreografię opracował Jamal Sims, który współpracował także z Miley czy teledysku do „Hoedown Throwdown”. Wideo miało na celu zmianę Miley z dobrej dziewczynki, z tej którą znamy z serialu Hannah Montana.
Klip kręcono 10 i 11 kwietnia w Sony Studios w Culver City w Kalifornii. Występuje w nim ponad dwadzieścia kobiet i dwudziestu mężczyzn.
Wideo rozpoczyna się od wejścia przewodnika do muzeum, opowiada on najrzadszej istocie na ziemi o Avis Cyrus. Po chwili zostaje odsłonięta biała zasłona, ujawniająca Cyrus w niewoli, ubraną w czarny kostium i wielkie skrzydła. Miley, jako ptak, śpi w gnieździe w ogromnej klatce. Po chwili wstaje i zbliża się do publiczności, widzowie próbują robić zdjęcia, ale piosenkarka zakrywa się gigantycznymi skrzydłami. Zaczyna się muzyka, a artystka przyłącza się do grupy tancerzy. Następnie grasuje w muzeum, niszcząc eksponaty i wykonuje prowokacyjne tańce, zarówno we wewnątrz klatki, jak i w zaciemnionych salach muzeum. W następnych ujęciach Cyrus leży w srebrnym gorsecie, z dołączonymi pawimi piórami. Teledysk kończy się powrotem do pustego pomieszczenia, gdzie stoi klatka.

## Spektakle
Cyrus po raz pierwszy wykonała „Can’t Be Tamed” 18 maja 2010 roku, w amerykańskiej wersji 10 sezonu Tańca z gwiazdami. Poza granicami USA Miley pierwszy raz zaśpiewała utwór na koncercie Rock in Rio w Lizbonie, w Portugalii 29 maja 2010 roku. Następnie pojawiła się 1 czerwca w Paryżu, we Francji w klubie nocnym 1515 Club, a 3 czerwca w brytyjskiej wersji programu Mam talent!. Później zaśpiewała piosenkę na festiwalu Rock in Rio w Madrycie, w angielskim klubie nocnym Heaven i G-A-Y. Występowała również w programie Good Morning America, Late Show with David Letterman, MuchMusic Video Awards i na koncercie House of Blues w Los Angeles, w Kalifornii, który emitowało ponad trzydzieści tysięcy stron internetowych należących do MTV Networks.

## Lista utworów
* Digital download / CD single
1. „Can’t Be Tamed” (Album Version) – 2:48

* AUS / EU 2-track CD single / Digital download
1. „Can’t Be Tamed” (Album Version) – 2:48
2. „Can’t Be Tamed” (Wideboys Stadium Radio Remix) – 2:47

## Notowania
| Listy (2010)                       | Najwyższa pozycja |
| ---------------------------------- | ----------------- |
| Australian Singles Chart           | 14                |
| Austrian Singles Chart             | 21                |
| Belgian Singles Chart (Flanders)   | 39                |
| Belgian Singles Chart (Wallonia)   | 40                |
| Canadian Hot 100                   | 6                 |
| Dutch Mega Single Top 100          | 82                |
| Eurochart Hot 100 Singles          | 37                |
| French Singles Chart               | 15                |
| German Singles Chart               | 29                |
| Japan Hot 100                      | 21                |
| Irish Singles Chart                | 5                 |
| New Zealand Singles Chart          | 5                 |
| Norwegian Singles Chart            | 15                |
| Romanian U Tops Airplay Chart      | 9                 |
| Spanish Singles Chart              | 14                |
| Swedish Singles Chart              | 42                |
| Swiss Singles Chart                | 53                |
| UK Singles Chart                   | 13                |
| U.S. Billboard Hot 100             | 8                 |
| U.S. Mainstream Top 40 (Pop Songs) | 16                |